# Sandra Lyng
Sandra Lyng, właściwie Sandra Lyng Haugen (ur. 18 kwietnia 1987 w Mosjøen) – norweska piosenkarka, uczestniczka norweskiej edycji formatu Idol (2004).

## Kariera
W 2004 zdecydowała się na udział w przesłuchaniach do drugiej edycji norweskiej wersji talent show Idol emitowanego na antenie TV2. Podczas castingu wykonała piosenkę „Foolish Games” Jewel i „Think Twice” z repertuaru Céline Dion i decyzją jurorów przeszła do kolejnego etapu konkursu. Piosenkarka zakwalifikowała się do udziału w odcinkach na żywo, gdzie wykonała m.in. takie utwory jak: „Panic” Venke Knutson, „Mysteriet Deg” Lisy Nilsson oraz „Love Don't Cost a Thing” z repertuaru Jennifer Lopez. 30 kwietnia 2004 odpadła z programu, dzięki czemu zajęła ostatecznie czwarte miejsce w klasyfikacji. Jeden z utworów – „You and Me Together” znalazł się na albumie kompilacyjnym, zatytułowanym Idol: De Elleve Finalistene.
W 2005 wydała singel „I morgen”, gdzie gościnnie wystąpili raperzy Whimsical i Kleen Cut. Piosenka promowała debiutancki album studyjny piosenkarki, zatytułowany Døgnvill. 25 listopada 2009 ukazał się jej nowy singel „Hjemsøkt”.
W 2013 powróciła z singlem „PRTeY”, który został wyprodukowany przez Andreasa „Axident” Schullera, który współpracował m.in. z Jasonem Derulo, Pitbullem i Jessie J. 24 października 2014 wydała minialbum, zatytułowaną LA-Files.
W 2015 ukazał się pierwszy komercyjny singel – „Play My Drum”. Utwór dotarł do 2. miejsca listy sprzedaży w Norwegii, 8. w Polsce i został certyfikowany złotem za sprzedaż w ponad 10 tysiącach sztuk oraz 70. pozycji we Francji. Następna piosenka miała premierę pod koniec roku – „Night After Night”. Kompozycja była notowana na oficjalnej liście sprzedaży w Norwegii, gdzie uplasowała się na 9. miejscu.
W 2016 ukazał się jej nowy singel „Moonrise”, a później „Blue”. W listopadzie 2019 wydała album świąteczny, Julefantasi. W 2022 ukazał się minialbum, zatytułowaną Jul i nord.
W 2023 z piosenką „Drøm d bort”, którą napisała i skomponowała razem z Erlendem Torheim, Ferdinannem Westem i Kristiną Blakli, wzięła udział w Melodi Grand Prix 2023, serii koncertów mających na celu wyłonienie reprezentanta Norwegii w 67. Konkursu Piosenki Eurowizji w Liverpoolu.

## Dyskografia

### Albumy studyjne
- Døgnvill (2005)
- Julefantasi (2019)

### Minialbumy (EP)
- LA-Files (2014)
- Her kommer Corny (2020) (gościnnie: Sandra Lyng)
- Jul i nord (2022)

### Single
- 2004 – „Sommerflørt” (gościnnie: Philip)
- 2005 – „I morgen” (gościnnie: Whimsical & Kleen Cut)
- 2009 – „Hjemsøkt”
- 2013 – „PRTeY” (gościnnie: Lazee)
- 2014 – „Don’t Care”
- 2014 – „Electric City”
- 2014 – „Sommerflørt 2 #ResirkulertLyd” (gościnnie: Kaveh i Arshad Maimouni)
- 2015 – „Heels Off”
- 2015 – „Play My Drum”
- 2015 – „Night After Night”
- 2016 – „Blue”
- 2016 – „Moonrise”
- 2016 – „LiQR”
- 2016 – „Hiding”
- 2017 – „Ta me dit” (gościnnie: Morgan Sulele)
- 2017 – „Bungalow” (gościnnie: Temur)
- 2017 – „Fall” (gościnnie: Onklp)
- 2017 – „Når julen kommer” (oraz Vidar Villa)
- 2019 – „Julefantasi”
- 2020 – „Det bli bra igjen”
- 2020 – „Kvitt flagg”
- 2020 – „En stjerne skinner i natt” (oraz Kim Wigaard)
- 2021 – „Hug”
- 2022 – „Har du plass?” (oraz Halva Priset)
- 2022 – „Snøkrystalla”
- 2022 – „Når julefreden senker seg” (oraz Charlotte Smith)
- 2023 – „Drøm d bort”
- 2023 – „Siste kveld” (oraz Staysman)
- 2023 – „Bygda vår”
- 2023 – „Dum i haue” (oraz Hagle)
- 2024 – „Sommer og skolefri” (oraz Han Helge & Han Håkon)
- 2024 – „De gærne har det godt” (oraz Rolffa)
- 2024 – „Sterk for d” (oraz Sander)
- 2024 – „Raggarnissen” (oraz Staysman i Hagle)
- 2025 – „Jentekveld” (oraz Carina Dahl)
- 2025 – „Hopp inn i kjerra” (oraz Hagle)

### Z gościnnym udziałem
- 2019 – „Can You Feel the Love Tonight” (Kim Wigaard, gościnnie: Sandra Lyng)
- 2020 – „Jag älskar dig (Jeg elsker deg)” (Axel Schylström, gościnnie: Sandra Lyng)
- 2021 – „In My Room” (TRXD, gościnnie: Sandra Lyng)